# Segesd (Magyarország)
Segesd község Somogy vármegyében, a Nagyatádi járásban.

## Fekvése
Segesd Belső-Somogy egyik, több mint ezeréves történelmi múlttal rendelkező nagyközsége, Nagyatádtól 13 kilométerre északra. Itt ered a Drávát tápláló Rinya-patak egyik ága. A mai község központi részét Alsó- és Felsősegesd alkotja; különálló településrészek még Felsőbogátpuszta, a központtól keletre és Lászlómajor a település északkeleti széle közelében.
A közvetlenül határos települések: észak felől Böhönye, kelet felől Kutas, délkelet felől Beleg, dél felől Ötvöskónyi, délnyugat felől Somogyszob, északnyugat felől pedig Vése.

### Megközelítése
Legfontosabb közúti megközelítési útvonala a Barcstól a Balatonig húzódó 68-as főút, ez Felsősegesden is végighalad annak főutcájaként, ezen érhető el a település északi és déli irányból is. Alsósegesden a főút régi (Nagyatádtól Somogyszobon át idáig vezető) nyomvonala, a jelenlegi 6814-es út halad végig; Felsőbogátpuszta felé a 66 145-ös számú mellékút ágazik ki a főútból, Lászlómajor irányába pedig a 66 165-ös (utóbbi már böhönyei területen csatlakozik a 68-ashoz).
A hazai vasútvonalak közül a MÁV 37-es számú Somogyszob–Balatonszentgyörgy-vasútvonala érinti, de a vonalon a személyszállítás 2009. december 13-án, a 2009/2010. évi menetrendváltással megszűnt, ráadásul a vonal déli, települést érintő szakaszát a 2020 júliusában pusztító villámárvíz miatt kizárták a forgalomból. A vonalnak két megállója volt a határai között: Somogyszob vasútállomás felől sorrendben Segesd megállóhely, közvetlenül a 6814-es út megszüntetett vasúti keresztezése mellett, illetve Felsőbogátpuszta megállóhely, a névadó településrész közelében.

## Története
A feltárások szerint a kelta, illetve a római korban már lakott volt. A régészek több jó állapotban levő kelta cserépedényt találtak. Több száz római kori pénzérmét tártak fel, ami azt bizonyítja, hogy pénzverő hely volt. Találgatások szerint letelepedtek az avarok, de a honfoglaláskor valószínűleg elvesztek a bizonyítékok.
Régebben két település volt: Alsósegesd és Felsősegesd. Nevét 1193-ban említették először Sequest alakban írva, később Segest, Següsd formában is szerepelt. Királyi, királynéi birtok volt, élén az ispánnal. A vár és a város a királynék állandó udvartartásának székhelye volt, maga IV. Béla király is többször hosszabban időzött itt. 1241-ben a tatárok elől Dalmáciába menekülő IV. Béla feleségével és István fiával itt pihent meg. A vármegye legkorábbi ferences kolostorát is itt alapították 1294-ben. Segesd városi kiváltságait 1414-ben elveszítette, de jelentősége a 16. században is megmaradt: ezt bizonyítja, hogy a török adószedők 80 házat írtak össze. A törökök kiűzése után a Széchényi család birtoka volt.
Segesd kivilágított temploma kiváló útjelzője a dél-somogyi tájra igyekvőknek. Belső-Somogy nagy történelmi hagyományokkal rendelkező központja maga is ilyen szerepet tölt be a térségben, miután meghatározó gazdasági és kulturális szerepet tölt be Nagyatád vonzáskörzetében. Böhönyét elhagyva változatos tájon vezet az út Segesdre, erre a több mint ezeréves történelmi múlttal rendelkező nagyközségre, amelynek környéke pazar látnivalókat rejteget a kíváncsi turisták számára. Elérnek ide a Rinya patakok völgyei, és itt ered a Drávát tápláló Segesdi-Rinya. Segesd jelentős természetvédelmi értéke a kastélypark, a községet övező tájat pedig három lankás domb teszi változatossá.
2011. június 4-én felavatták a település rovásos helynévtábláját.
A helyi vasútvonalon 2009. december 13-án megszűnt a személyszállítás. A vasútvonal a Böhönye-Segesd-Somogyszob közötti szakaszán a 2020. július 25-én hirtelen lezúduló nagy mennyiségű eső miatt kialakult villámárvíz miatt járhatatlanná vált.

## Közélete

### Polgármesterei
- 1990–1994: Dr. Mohr Tamás (független)[5]
- 1994–1998: Dr. Mohr Tamás (független)[6]
- 1998–2002: Dr. Mohr Tamás (Somogyért Egyesület-Fidesz)[7]
- 2002–2006: Dr. Mohr Tamás (Somogyért Egyesület)[8]
- 2006–2010: Bencze Imre (független)[9]
- 2010–2014: Péntek László (független)[10]
- 2014–2019: Péntek László (független)[11]
- 2019–2021: Péntek László (független)[12]
- 2022–2023: Bencze Imre (független)[13]
- 2023–2024: Pékó Gábor (független)[14]
- 2024– : Pékó Gábor (független)[1]

A településen 2022. július 10-én időközi polgármester-választást kellett tartani, mert az előző polgármester 2021. február 21-én, alig több mint két héttel 70. születésnapja után, váratlanul elhunyt. A két időpont közti szokatlanul nagy időtávot a koronavírus-járvány miatt elrendelt korlátozások okozták, a járványhelyzet fennállásának idején ugyanis nem lehetett választásokat tartani Magyarországon; ebben a közel másfél évben a települést ügyvezető polgármesterként az addigi alpolgármester irányíthatta. A 2022-ben megválasztott polgármester azonban néhány hónap elteltével, december 1-jén lemondott posztjáról, emiatt 2023. március 19-én újabb időközi választást kellett tartani a községben.

## Népesség
A település népességének változása:
| Lakosok száma | 2528 | 2499 | 2502 | 2191 | 2232 | 2190 | 2176 |
|               | 2013 | 2014 | 2015 | 2021 | 2022 | 2023 | 2024 |

A 2011-es népszámlálás során a lakosok 93%-a magyarnak, 6,5% cigánynak, 0,2% németnek mondta magát (7% nem nyilatkozott; a kettős identitások miatt a végösszeg nagyobb lehet 100%-nál). A vallási megoszlás a következő volt: római katolikus 68,2%, református 5,8%, evangélikus 0,3%, felekezet nélküli 11,6% (13,5% nem nyilatkozott).
2022-ben a lakosság 87,8%-a vallotta magát magyarnak, 5,9% cigánynak, 0,5% németnek, 0,2% bolgárnak, 0,1% románnak, 0,1% horvátnak, 0,1% ukránnak, 0,9% egyéb, nem hazai nemzetiségűnek (11,8% nem nyilatkozott; a kettős identitások miatt a végösszeg nagyobb lehet 100%-nál). Vallásuk szerint 46,8% volt római katolikus, 4,3% református, 0,4% evangélikus, 0,3% görög katolikus, 0,4% egyéb keresztény, 1,3% egyéb katolikus, 10,4% felekezeten kívüli (36% nem válaszolt).

## Nevezetességei
- A település gyönyörű látványossága az 1777-ben épült ferences templom és a kolostor, amelyben idősebb Dorfmeister István munkája is látható, a 281 éve épült kegykápolna és a fésűs beépítésű Felsőhegy. A kegykápolna a szent forrás mellé épült, ma is neves zarándokhely.
- A 19. században épült a Széchenyi-kastély. Ma a kastélyban szociális otthon működik. Jelentős természetvédelmi érték a kastélypark.
- Árpád-házi Szent Margit Helytörténeti Múzeum és Könyvtár (egykori malom)

## Képek

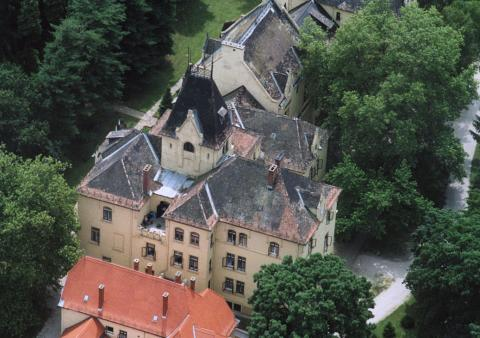
A kastély
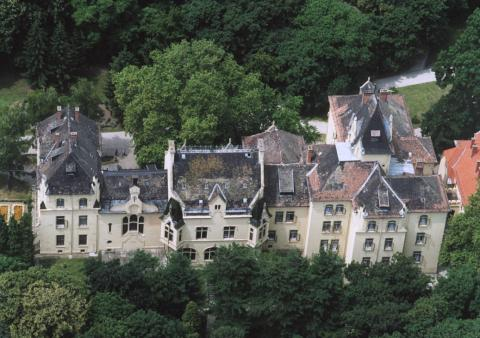
A kastély
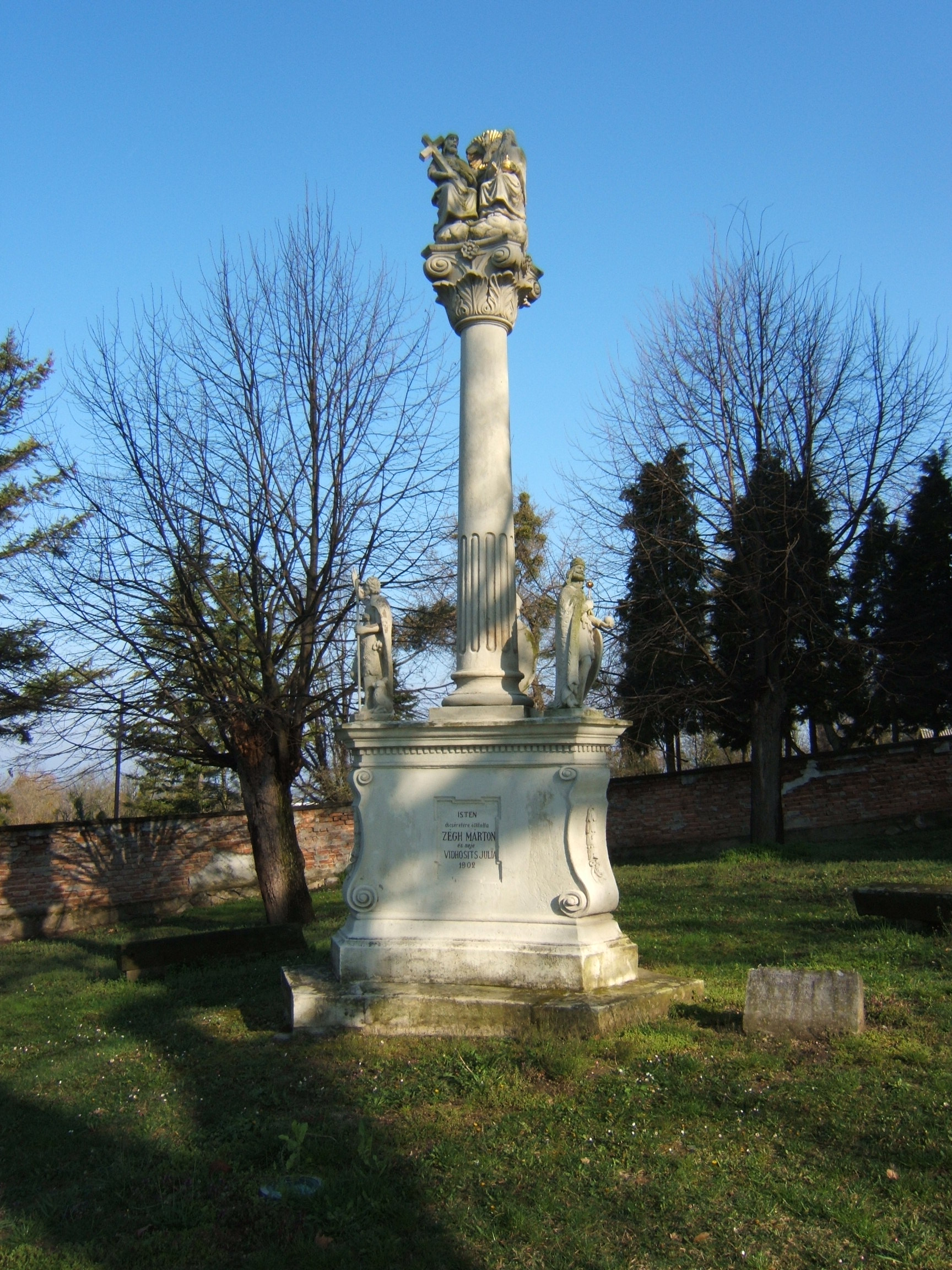
Szentháromság-szobor
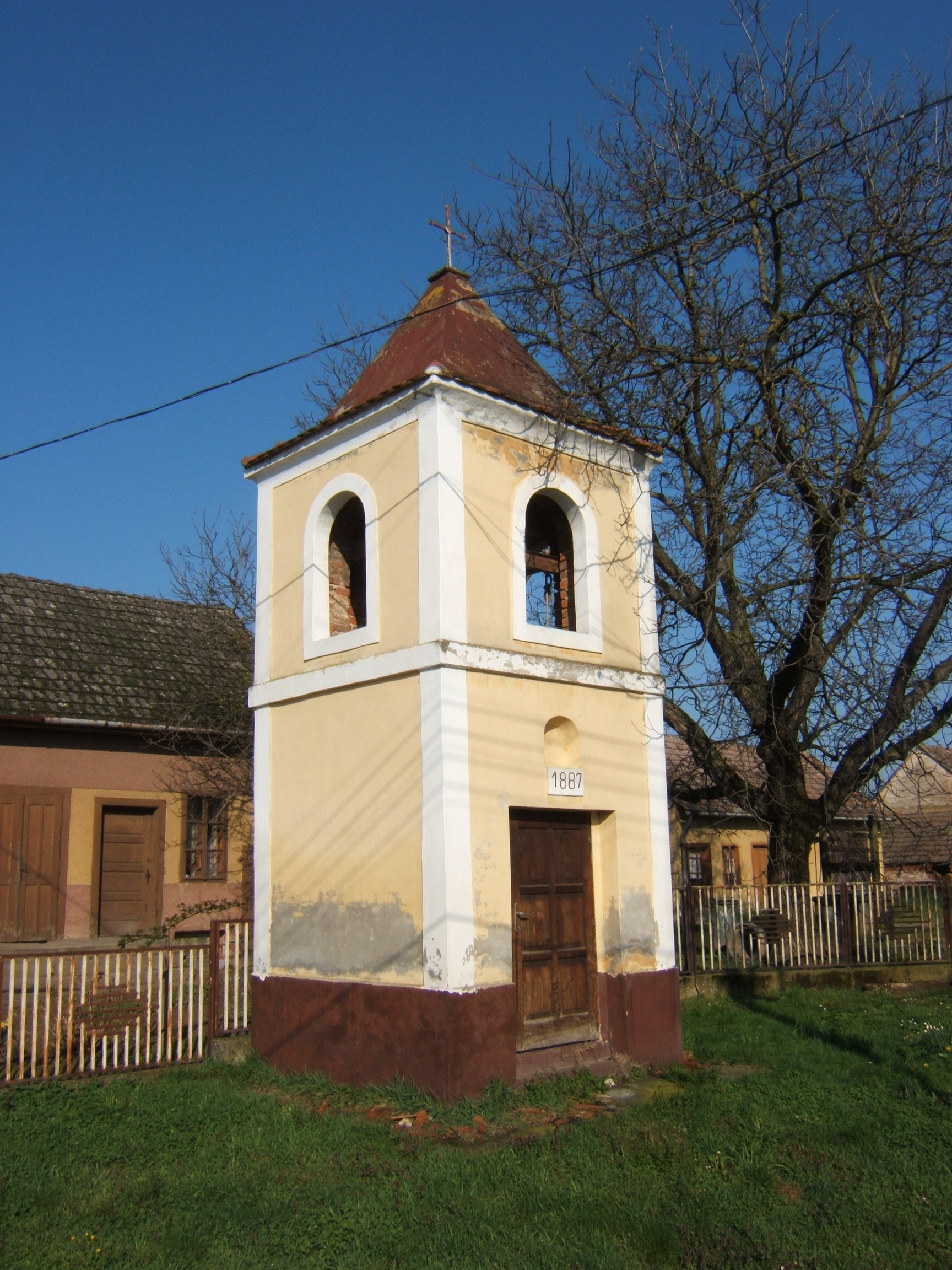
Harangtorony
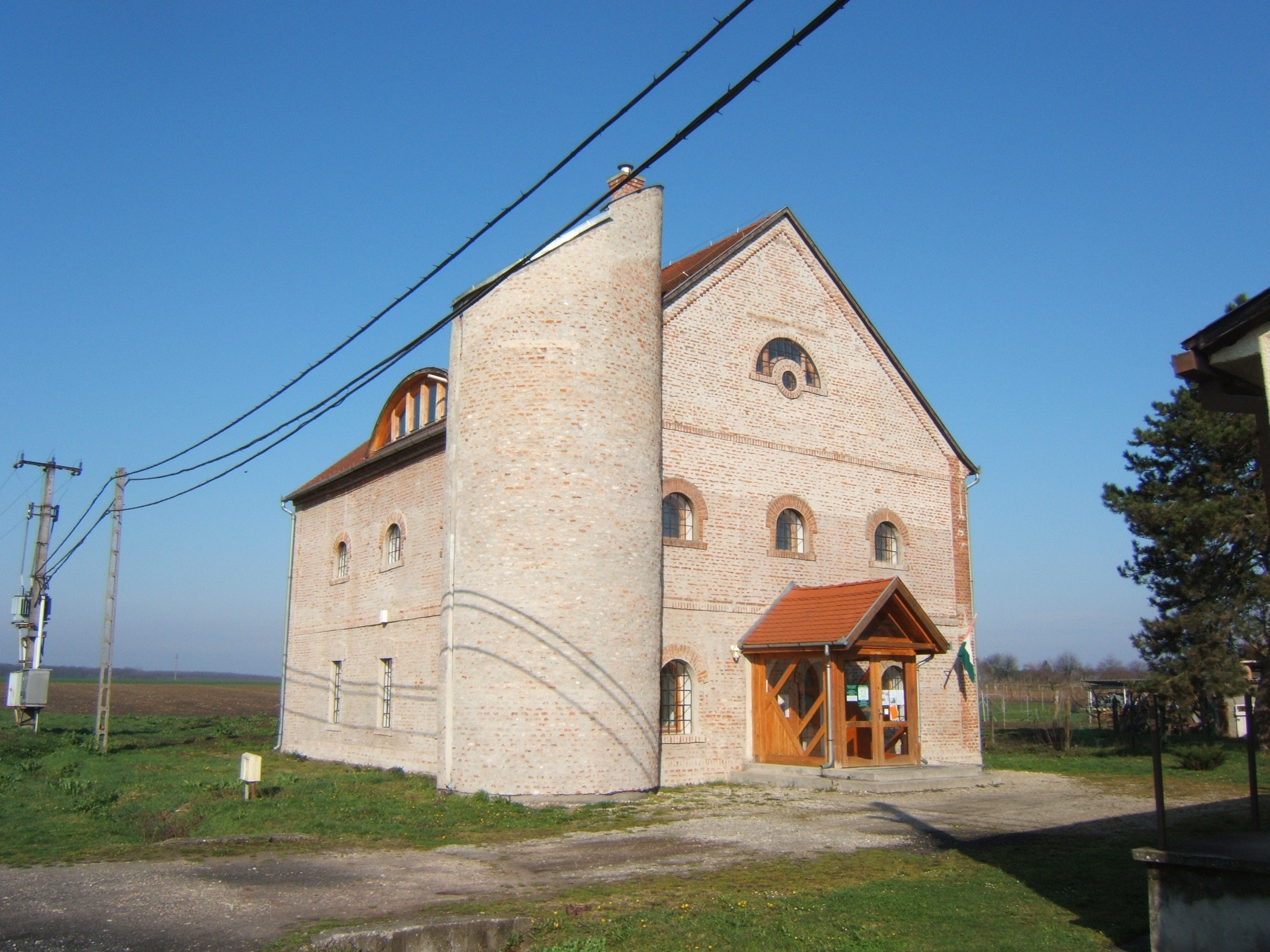
Régi malom, ma múzeum
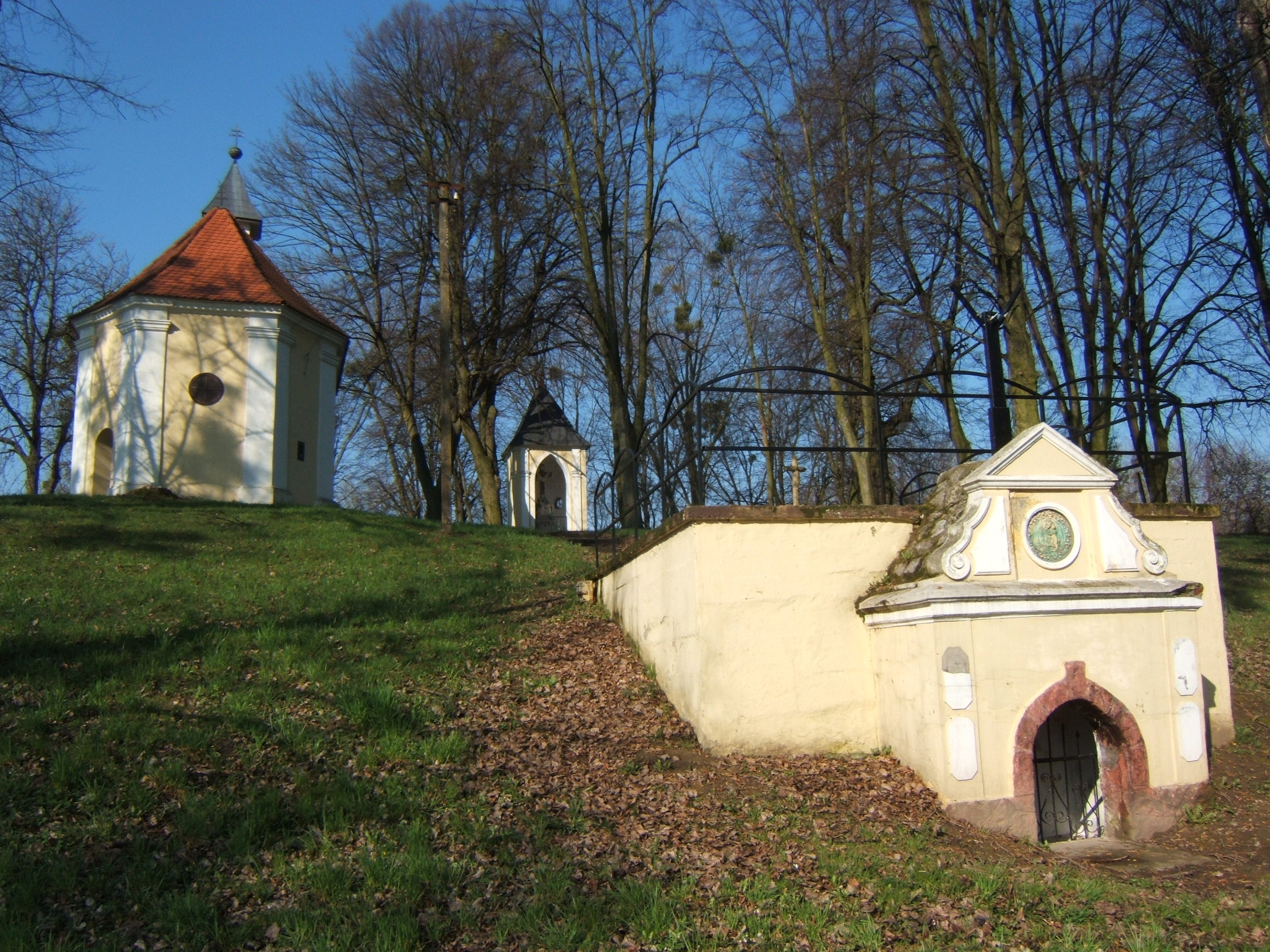
Szentkút és kápolna
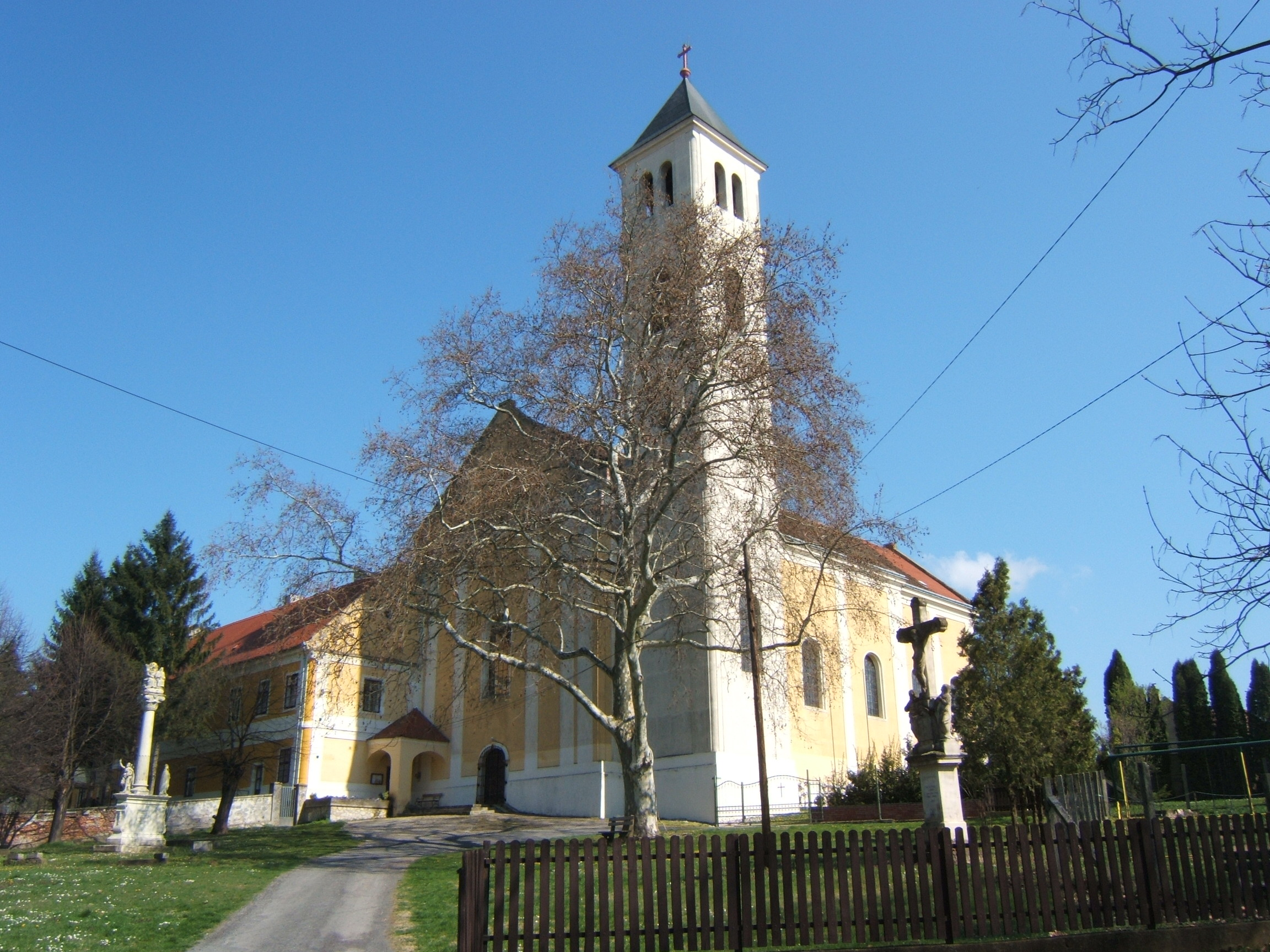
A templom